# Kék-fehér fecske
A kék-fehér fecske (Notiochelidon cyanoleuca) a verébalakúak (Passeriformes) rendjébe, ezen belül a fecskefélék (Hirundinidae) családjába és a Notiochelidon nembe tartozó faj.

## Megjelenése
11-13 centiméter hosszú. Szárny fesztávolsága 22-25 centiméter, tömege 10-15 gramm. Hasa fehér teste kékes szürke, szárnyai barnák.

## Életmódja
Költőhelye Közép- és Dél-Amerika területe, a sivatagokat és a sűrű őserdőket kivéve. Rovarevő. Januártól júliusig költ, a pár fészkét sziklarepedésekbe, faodúkba építi. A nőstény akár hat tojást is lerakhat, melyeket a szülők közösen költenek 15 napon keresztül. A fiókák 26 nap után repülnek ki a fészekből, de még akár két hónapig is visszatérnek a fészekbe éjszakára.

## Vándorlása
Akár 8000-kilométert is megtesznek Argentína és Chilei költő helyüktől Mexikóig.   

### Alfajok
- N. c. cyanoleuca (Vieillot, 1817) – kelet-Costa Rica, Panama, Kolumbia, Venezuela, Trinidad, Guyana, Suriname, Ecuador, észak- és kelet-Peru, közép- és északkelet-Brazília, északnyugat-Argentína, Paraguay, Uruguay;
- N. c. peruviana (Chapman, 1922) – Peru partvidéke;
- N. c. patagonica (d’Orbigny & Lafresnaye, 1837) – költéskor közép-Chile és közép-Argentína területeitől Tűzföldig, ezen kívül Dél-Amerika északi részein.

## Fordítás
- Ez a szócikk részben vagy egészben  a   Blue-and-white swallow című angol Wikipédia-szócikk fordításán alapul.  Az eredeti cikk szerkesztőit annak laptörténete sorolja fel. Ez a jelzés csupán a megfogalmazás eredetét és a szerzői jogokat jelzi, nem szolgál a cikkben szereplő információk forrásmegjelöléseként.